# Francis Cadell (schilder)

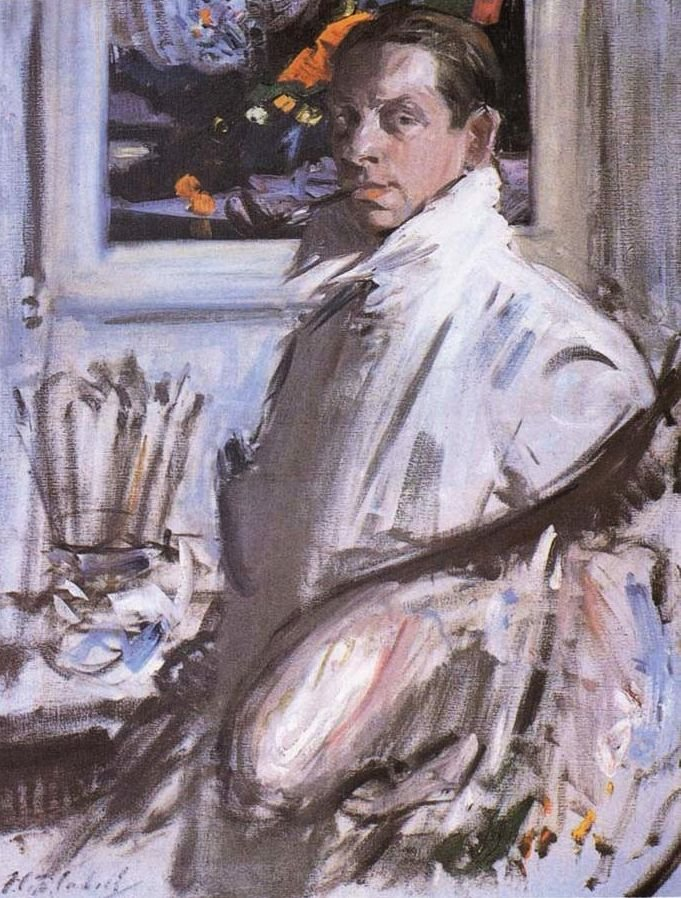
Zelfportret, 1914

Francis Campbell Boileau Cadell (Edinburgh, 12 april 1883 - aldaar, 6 december 1937) was een Schots kunstschilder. Hij wordt hoofdzakelijk gerekend tot het postimpressionisme en behoorde tot de Schotse coloristen.

## Leven en werk
Cadell was de zoon van een chirurg en kreeg zijn opleiding aan de Edinburgh Academy. Op zijn zestiende ging hij naar Parijs om er te studeren aan de Académie Julian en kwam daar in contact met de moderne stromingen in de schilderkunst. In het bijzonder werd hij beïnvloed door de fauvisten en vooral ook door Henri Matisse.
Na zijn terugkeer naar Schotland exposeerde Cadell in Edinburgh en Glasgow, alsook in Londen. Hij zou zijn leven lang blijven wonen en werken in Schotland, zonder de nieuwe modernistische ontwikkelingen op het vasteland verder te volgen. Begin jaren twintig werkte hij een tijd met Samuel Peploe op het eiland Iona, maakte daar vooral kleurrijke landschappen en sloot zich aan bij de groepering der Schotse coloristen. In Edinburgh schilderde hij veel interieurs in een postimpressionistische stijl. Vanuit zijn studio maakte hij ook veel portretten en genrewerken, vaak ik opdracht, in een meer traditionele stijl, met losse penseelstreken, altijd leunend op zijn impressionistische basis.
Tijdens de Eerste Wereldoorlog diende Cadell bij Schotse regimenten van de British Army. In zijn latere leven leefde hij in relatieve armoede omdat zijn schilderijen in het slechte economische klimaat slecht verkochten. Hij overleed in 1937, 54 jaar oud. Momenteel brengen zijn beste werken tussen de 200.000 en 300.000 Engelse pond op. Van oktober 2011 tot maart 2012 vond in de Scottish National Gallery of Modern Art een grote overzichtstentoonstelling van zijn werk plaats.

## Galerij

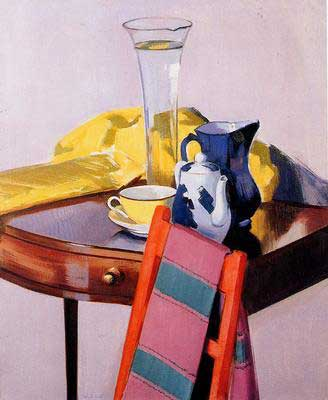
The Vase of Water
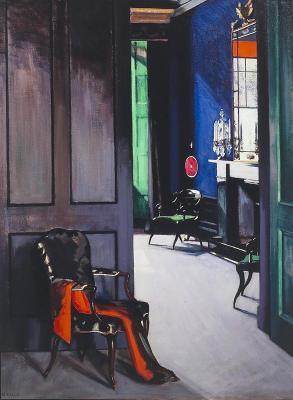
Interior with Opera Cloak
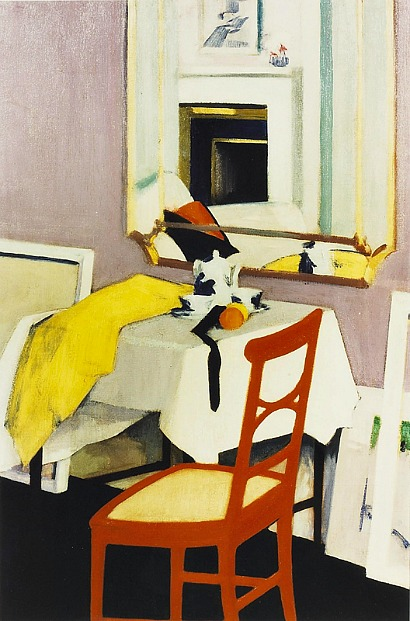
Interior with a Red Chair
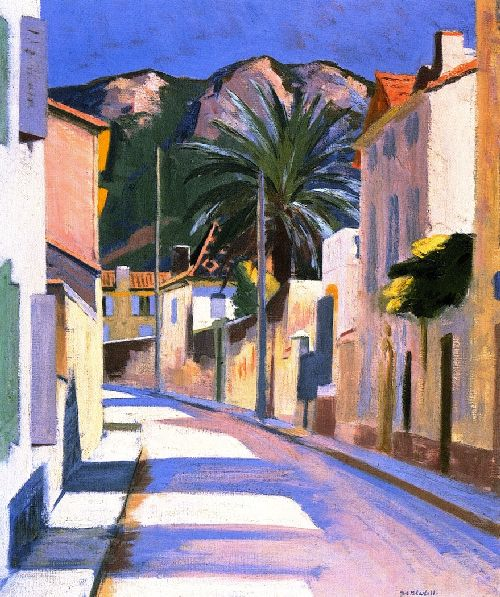
Cassis
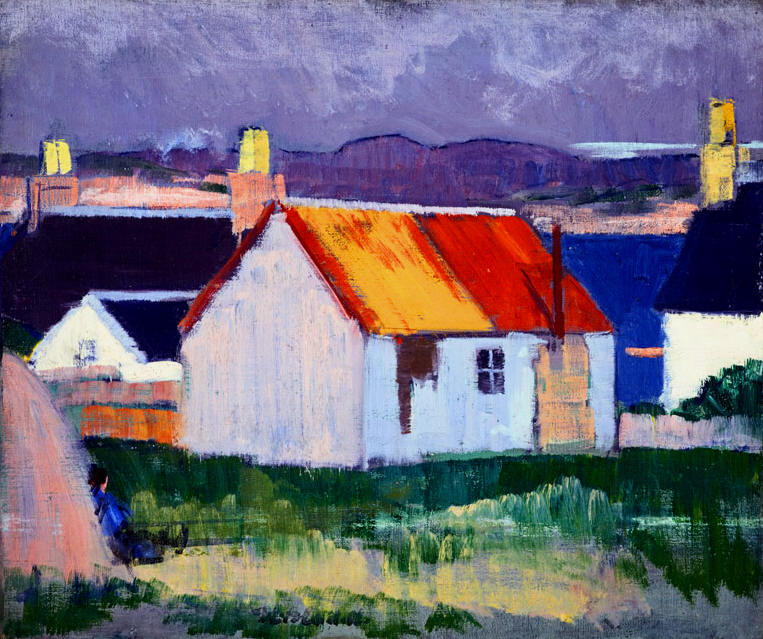
Iona
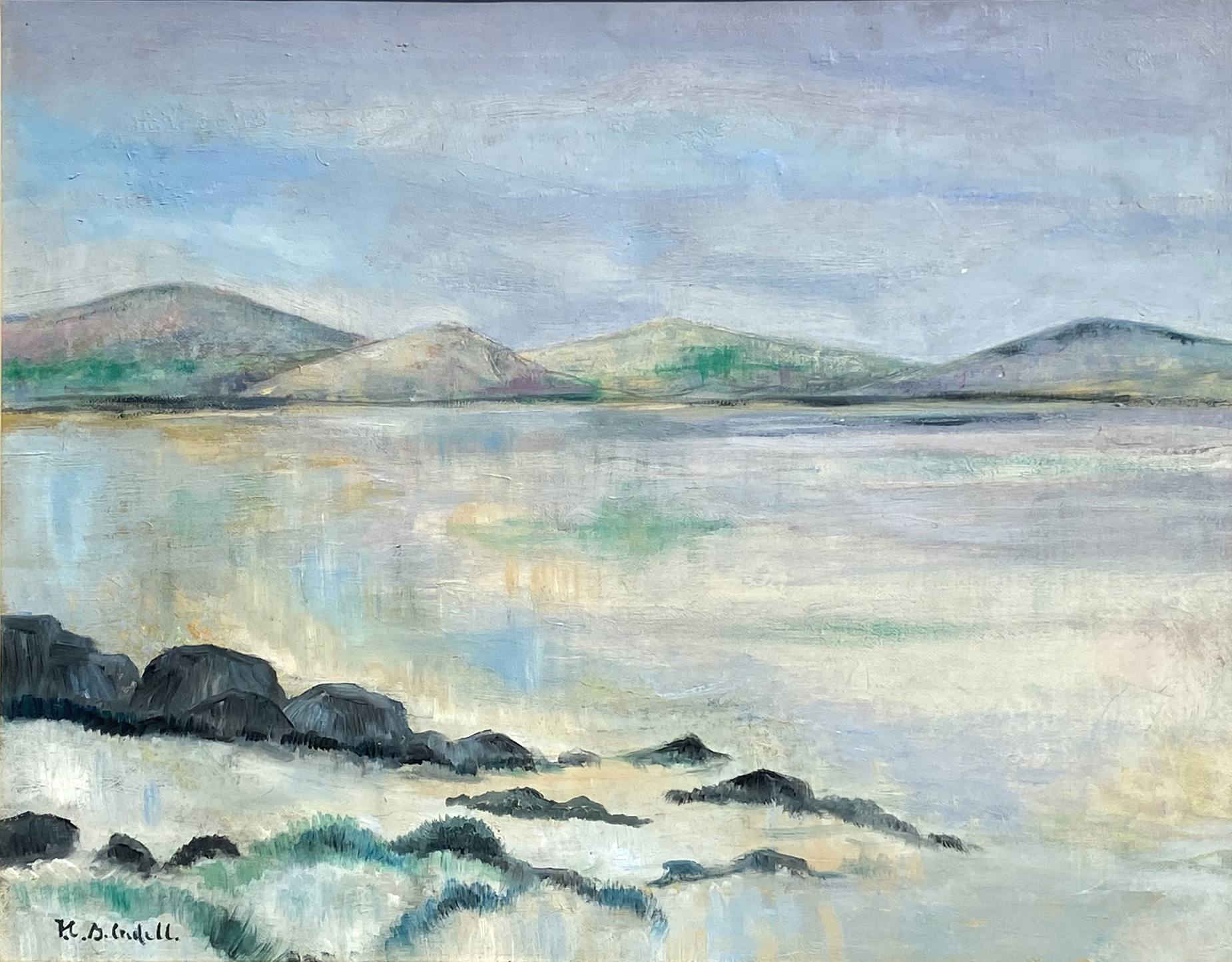
Landscape Iona, c.1930
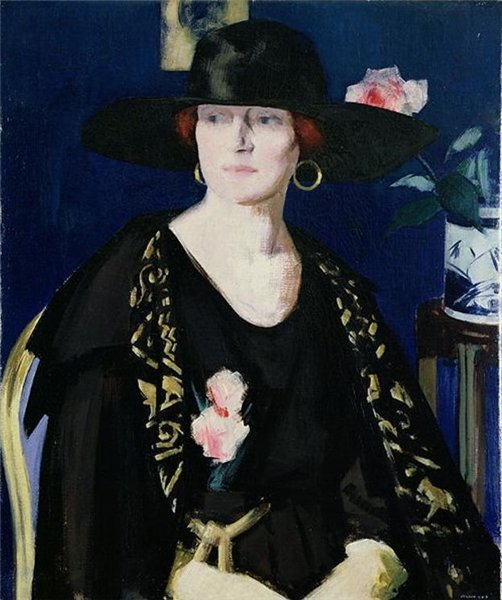
A Lady in Black and Gold The Embroidered Cloak
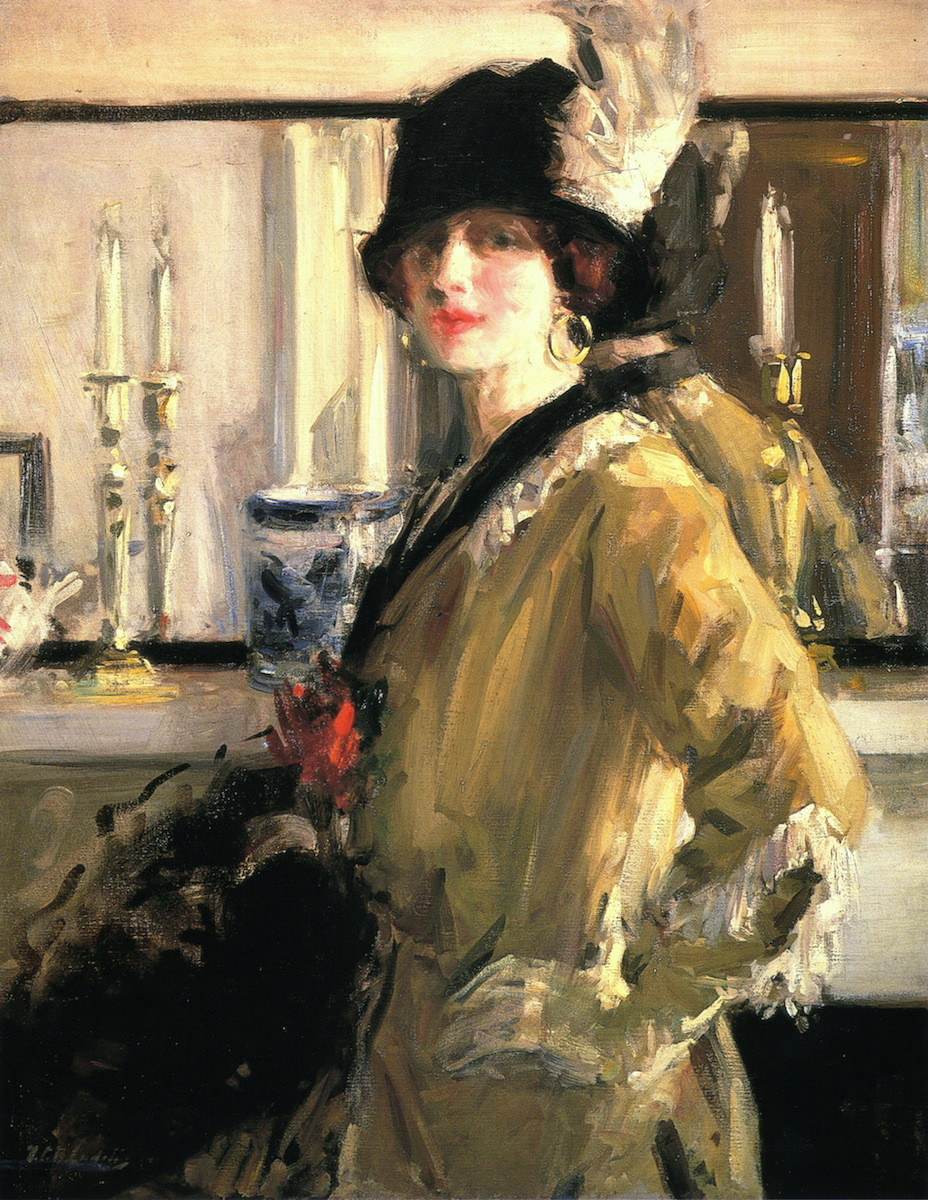
The Black Hat
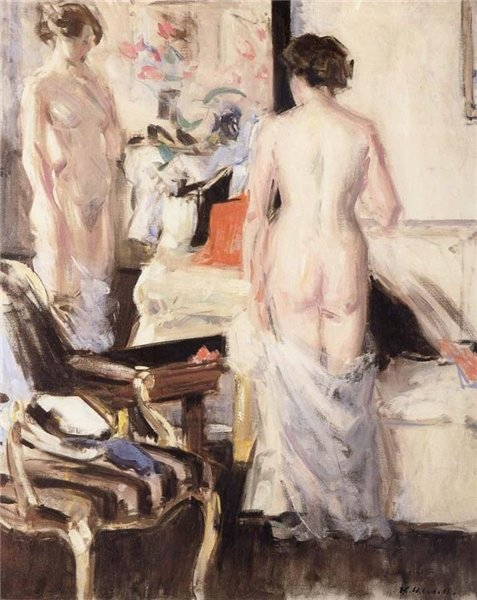
The Model
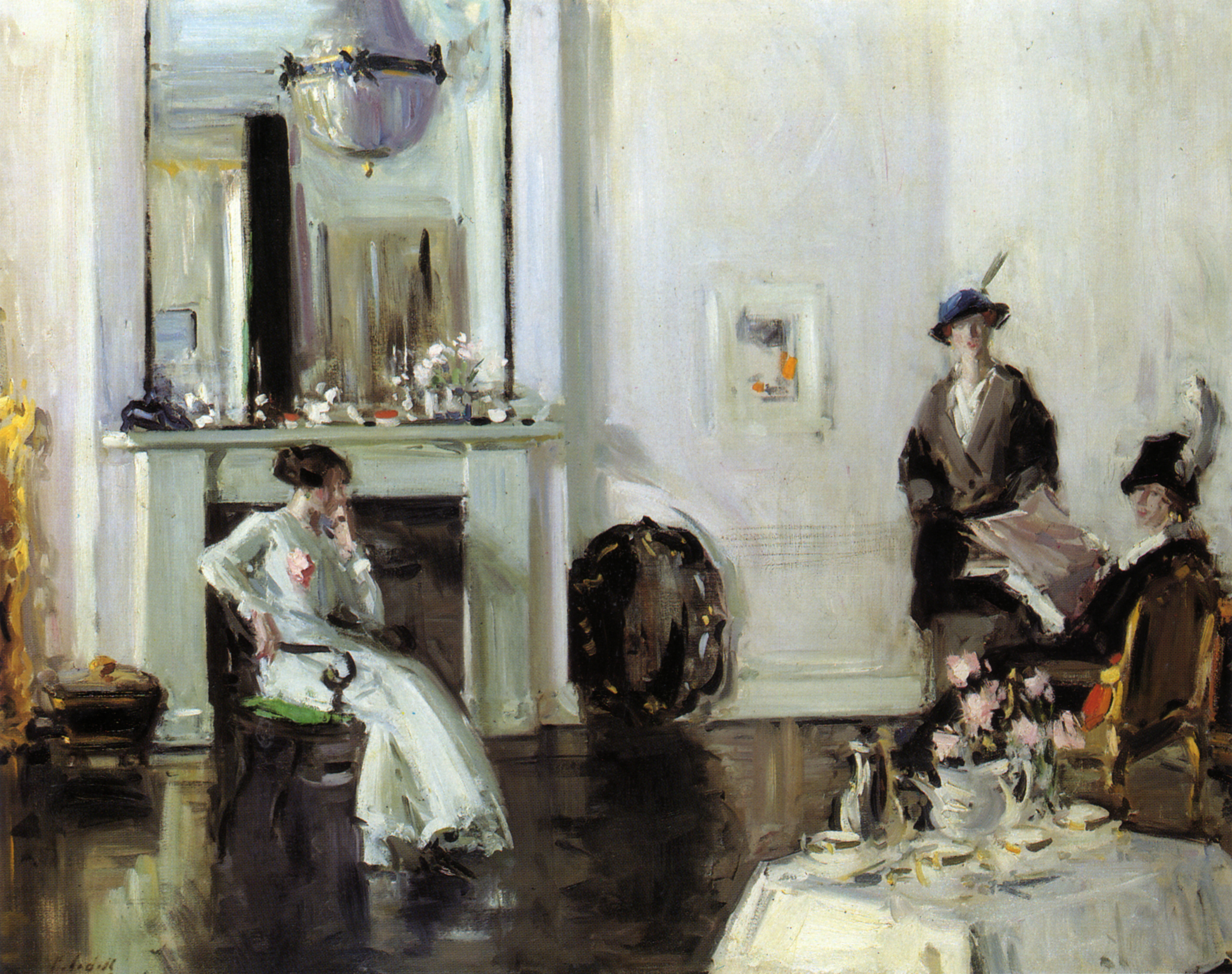
Afternoon
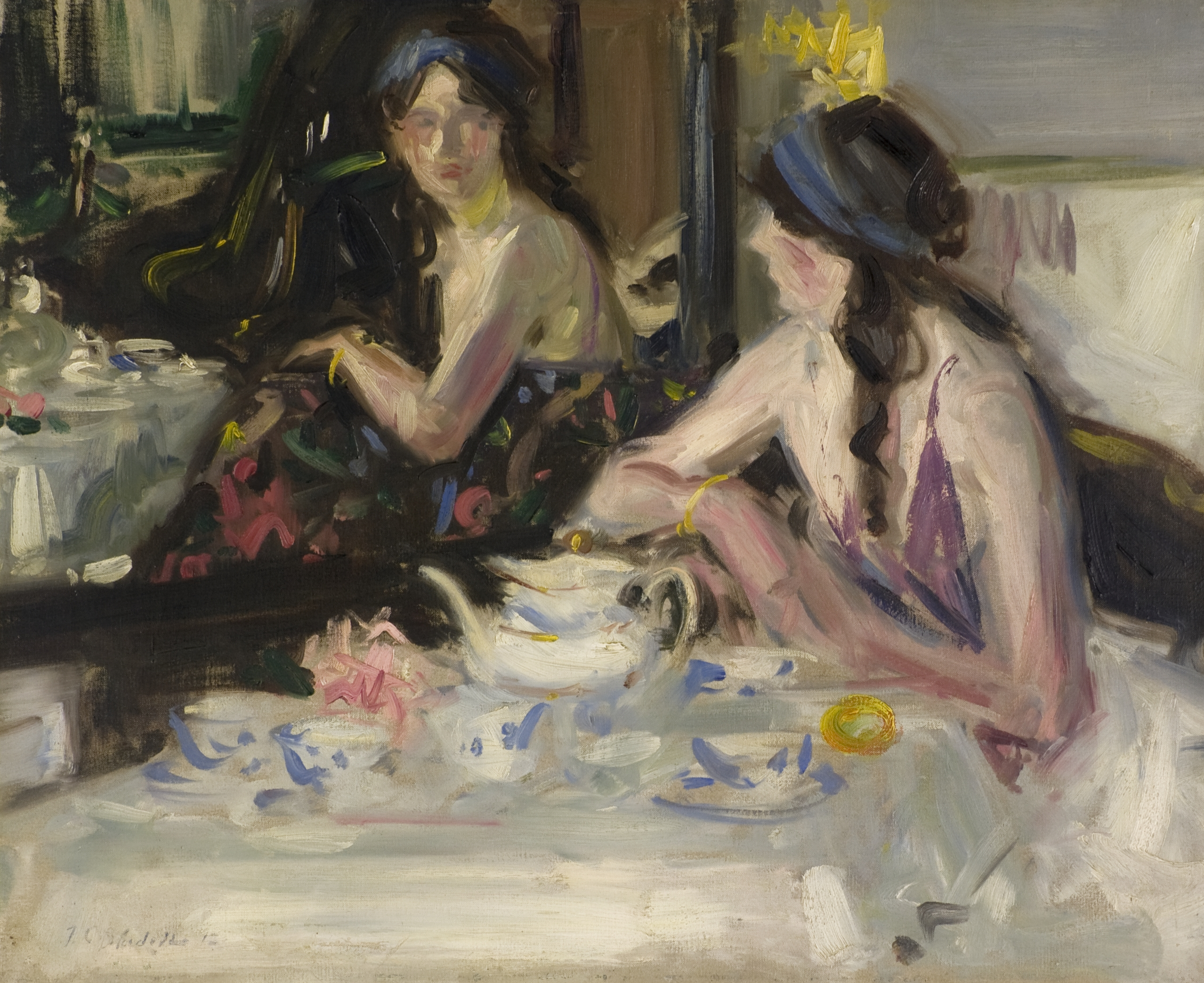
Cecilia